# Struer–Holstebro Jernbane
Struer-Holstebro Jernbane är en statsägd järnväg som går mellan Struer och Holstebro i Region Midtjylland på Jylland i Danmark. Den ingår i det danska statliga nätet. Längden på bansträckningen är 14 km. Banan öppnades för trafik november 1866.

## Trafik
Varje timme går persontåg Fredericia–Vejle–Herning–Holstebro–Struer med anslutning från Köpenhamn i Vejle. De körs av DSB. En del av dem utgår från Köpenhamn utan byte i Vejle. Två av tågen fortsätter mot Thisted. Dessutom finns tåg från Esbjerg varje timme som körs av GoCollective längs Vestjyske længdebane. De senare stannar på banans enda mellanstopp Hjerm vilket inte DSB-tågen gör. Körtiden är 13-15 minuter mellan Holstebro och Struer.